# 5 серпня
5 серпня — 217-й день року (218-й у високосні роки) в григоріанському календарі. До кінця року залишається 148 днів.

## Свята і пам'ятні дні

### Міжнародні
- Всесвітній день устриць.
- Міжнародний день світлофора.

### Національні
- США: День Колорадо.
- Хорватія: День перемоги і подяки вітчизні.

### Релігійні

#### Християнство
Католицизм
- Річниця освячення римської базиліки Матері Божої Сніжної.
- День Святого Освальда.

Православ'я
- Передсвято Преображення Господнього.
- Мученика Євсигнія.
- Священномучеників Анфира і Фавія, пап Римських.
- Мученика Понтія Римлянина.
- Мучеників Кантидія, Кантидіана і Сивела, в Єгипті.
- Праведної Нонни, матері святого Григорія Богослова.

Англіканство
- День Святого Альбрехта Дюрера.
- День Святого Лукаса Кранаха.

Лютеранство
- День Святого Маттіаса Грюневальда.

### Дні пам'яті
- В урочищі Сандармох вшановують пам'ять жертв «Великого Терору» 1937 року.

Початок «Великого терору» позв'язують з затвердженням 31 липня 1937 року Політбюро ЦК ВКП(б) проєкту оперативного наказу № 00447 НКВС СРСР «Про операцію з репресування колишніх куркулів, кримінальників й інших антирадянських елементів». По всьому СРСР було наказано заарештувати 259 450 осіб, із них 72 950 — розстріляти. Для України ці цифри становили відповідно 28 100 і 6 800 осіб.

### Іменини
✙ Православні: Нонна
✝  Католицькі: Еміль, Нонна

## Події

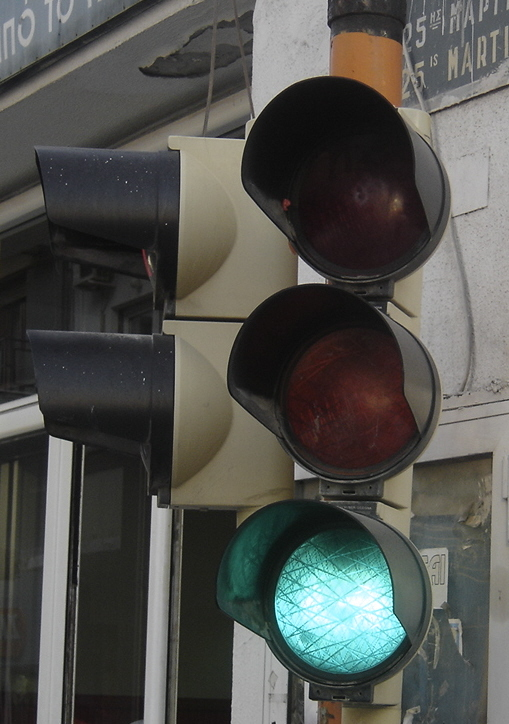
Світлофор

- 1420 — чеські таборити висунули свою програму («12 празьких статей»), що вимагає знищення розкоші, етичного зла, скасування іконопоклонництва.
- 1583 — англійський мореплавець Гемфрі Гілберт оголосив острів Ньюфаундленд власністю Королівства Англія.
- 1772 — відбувся перший розділ Речі Посполитої.
- 1789 — у Королівстві Франція скасоване кріпацтво.
- 1884 — закладено перший камінь у фундамент Статуї Свободи у Нью-Йорку.
- 1858 — відкрився перший трансатлантичний телеграф. Королева Вікторія обмінялася вітаннями з президентом США Джеймсом Б'юкененом.
- 1886 — у США вийшла перша газета українською мовою «Америка».
- 1914 — у Клівленді установлені перші у світі електричні світлофори
- 1924 — у Туреччині заборонене багатоженство
- 1937 — початок «Великого терору», за наказом НКВС СРСР № 00447 вступила в дію Постанова Політбюро ЦК КП(б) «Про антирадянські елементи»
- 1963 — міністри закордонних справ Великої Британії, СРСР і США підписали договір про заборону випробувань ядерної зброї в атмосфері, космічному просторі й під водою
- 1965 — почалася війна між Індією і Пакистаном
- 1967 — випущений перший альбом гурту «Pink Floyd»
- 1991 — Сергій Бубка встановив світовий рекорд, стрибнувши з жердиною на 6 м 10 см.
- 2016 - відкрилися  XXXI Літні Олімпійські ігри в Ріо-де-Жанейро (Бразилія).
- 2022 — Засновано Відзнаку Президента України «За оборону України».

## Народились
Дивись також Категорія:Народились 5 серпня
- 1461 — Олександр Ягеллончик, онук Ягайла, великий князь литовський, король Польщі († 1506).
- 1539 — Гемфрі Гілберт, англійський військовик і мореплавець (†1583).
- 1737 — Антоніо Франконі, імпресаріо, що створив французький цирк († 1836).
- 1802 — Нільс Генрік Абель, норвезький математик († 1829).
- 1844 — Ілля Рєпін, визначний художник-реаліст українського походження († 1930).
- 1850 — Гі де Мопассан, французький письменник († 1893).
- 1890 — Наум Габо, американський скульптор, один із лідерів світового художнього авангарду. Молодший брат французького скульптора Антуана Певзнера.
- 1893 — Віра Холодна, видатна українська кіноакторка епохи німого кіно.
- 1899 — Борис Антоненко-Давидович, український письменник, літературний перекладач, дослідник проблем розвитку й культури української мови, довголітній в'язень радянських концтаборів († 1984).
- 1903 — Борис Гмиря, український співак-бас (†1969).
- 1905 — Артем Мікоян, радянський авіаконструктор.
- 1930 — Ніл Армстронг, американський астронавт, перша людина на Місяці.
- 1933 — Василь Чебаник, видатний український художник-графік, каліграф і педагог.
- 1968 — Колін Мак-Рей, шотландський ралліст, чемпіон світу 1995 року, Член Британської імперії. († 2007)
- 1968 — Олег Лужний, український футболіст, колишній капітан збірної України з футболу, чемпіон СРСР, України, Англії

## Померли

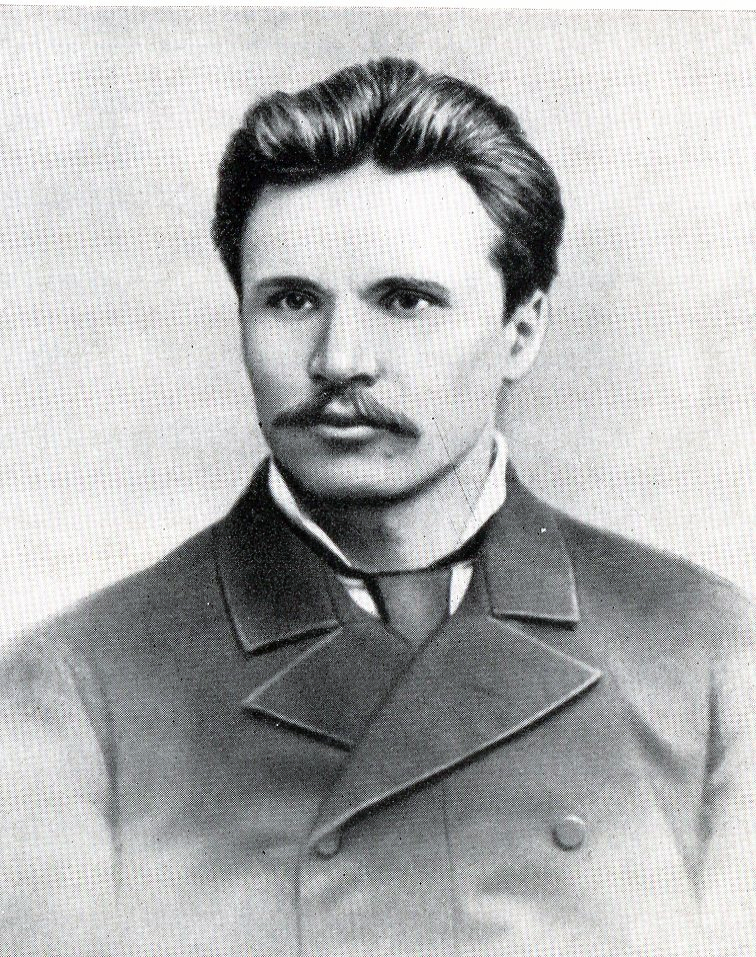
Яворницький Дмитро Іванович, 1885

Василь Зеньківський

Дивись також Категорія:Померли 5 серпня
- 1812 — Нестор Амбодик-Максимович, український учений-енциклопедист, один із основоположників наукового акушерства, фітотерапії, ботаніки (*1744).
- 1872 — Шарль Ежен Делоне, французький астроном і математик (*1816).
- 1940 — Дмитро Яворницький, український археолог, етнограф, історик (*1885).

- 1962 — Василь Зеньківський, український філософ, психолог, публіцист та церковний і державний діяч.
- 1983 — Барт Ян Бок, нідерландсько-американський астроном (*1906).
- 1984 — Річард Бартон, британський актор.
- 1991 — Сойтіро Хонда, японський інженер та підприємець. У 1948 році заснував компанію Honda, яку зробив великою транснаціональною корпорацією.
- 1992 — Джефф Поркаро, американський музикант, ударник, сесійний-музикант, аранжувальник, один з засновників лос-анджелеського гурту «Toto».
- 2000  Алек Гіннесс, британський актор, почесний лауреат премії «Оскар».
- 2011 — в офісі власної партії найдений повішеним Анджей Леппер, засновник та голова партії Самооборона Республіки Польща
- 2012 — Чавела Варгас, мексиканська співачка.
- 2012 —  Ервін Аксер, польський театральний режисер і педагог.
- 2013 — Дмитро Гройсман, український правозахисник (*1972)